# 蕾吉娜·約拿司
蕾吉娜·約拿司（德語：Regina Jonas；1902年8月3日—1944年10月12日/12月12日），德国犹太教改革派拉比，生于柏林，1935年成为首位女性拉比，后在纳粹大屠杀中遇难。